# Лемонема
Лемонема, или подонема (лат. Laemonema longipes) — вид морских рыб из семейства моровых (Moridae). Наряду с антиморой (Antimora rostrata) встречается в водах России. Лемонема служит объектом промысла.

## Строение
Тело длинное, сжато с боков и сужается к хвостовому плавнику. Высота тела на уровне анального отверстия укладывается 7 раз и более в стандартную длину тела. Голову и всё туловище покрывает мелкая налегающая чешуя. Окраска серо-коричневая, на боках, брюхе и нижней части головы — с серебристым оттенком. Спинных плавников два. Первый из них короткий и низкий, в нём 6 лучей, без удлинённого первого луча. Второй спинной плавник имеет 50—52 луча. В длинном анальном плавнике 45—50 мягких лучей. В каждом из брюшных плавников два сильно удлинённых луча, доходящих почти до середины туловища, и один рудиментарный луч. Нижняя челюсть выступает вперёд и лишена усика. Диаметр глаза меньше длины рыла и заглазничного расстояния. Хвостовой плавник маленький, закруглённый.
Максимальная длина тела 72 см, обычно около 50 см .

## Распространение
Зарегистрирована на глубинах 200—2000 м в Охотском море, районе Курило-Камчатского жёлоба, Курильских проливах, у тихоокеанского побережья острова Хонсю, в Беринговом море и в Аляскинском заливе.

### Образ жизни
Половое созревание происходит в возрасте 5—8 лет, при длине более 40 см. Предельной  длины рыба достигает в возрасте 26 лет. 
Молодь лемонемы живёт в толще воды, с возрастом рыба спускается в придонные горизонты, причём более крупные особи держатся глубже. По ночам совершает вертикальные миграции, поднимаясь ближе к поверхности. 
Лемонеме свойственны значительные сезонные перемещения: летом она мигрирует на север до восточной Камчатки и Охотского моря, а зимой уходит в воды у берегов Хоккайдо, где нерестится. Вымётывает 300—800 тыс. мелких икринок на глубине 600—800 метров.

## Естественные враги
Лемонемы входят в рацион некоторых усатых китов (например, финвалов) — в их желудках находили остатки сотен особей этого вида.

## Промысловое значение
Ценная промысловая рыба. Максимальный вылов достигал 100 тысяч тонн.